# 菅原志津
菅原 志津（すがわら しづ、1934年（昭和9年） - 1951年（昭和26年）4月3日）は日本の詩人。山形県西田川郡上郷村（現・鶴岡市）出身。

## 経歴
- 1934年（昭和9年） - 山形県西田川郡上郷村（現・鶴岡市）に生まれる。
- 1946年（昭和21年） - 藤村操の話を聞き「人生不可解」について考える。
- 1948年（昭和23年） - 学校の教室で『パンセ』を読んでいた所、教師に「このような本はまだ早い」と言われ、叱られる。
- 1949年（昭和24年） - キリスト教の講演会を聞いて感激し、キリスト教へ回心する。
- 1950年（昭和25年） - 糖尿病のため入院する。
- 1951年（昭和26年）1月 - 糖尿病が再発し学校を休学する。
  - 4月3日 - 母玉恵産褥熱が原因で死亡する。17歳没。

## 著作物

### 主な作品
- 1945年（昭和20年）4月 - 『お星樣』
- 1947年（昭和22年）1月 - 『子守つ子』
- 1950年（昭和25年）12月17日 - 『ダリヤ』
  - 12月25日 - 『恋』
- 1951年（昭和26年）1月 - 『銀の針』
  - 3月 - 『こぼれび』 入院中に言った、うわごとを姉の菅原玲子が書き取った。

### 遺稿集
- 1951年（昭和26年）7月 - 『夜空に星をつける』 菅原志津遺稿刊行会